# نیروهای زمینی بلغارستان
نیروی زمینی بلغارستان (بلغاری: Сухопътни войски на България) نیروی زمینی زیرمجموعه نیروهای مسلح بلغارستان است، که در سال ۱۸۷۸ تأسیس شد.